# 예후
예후(יֵהוּא, 아카드어: 𒅀𒌑𒀀;재위: 기원전 842년 ~ 815년)는 분열 북이스라엘 왕국의 10대 왕으로, 혁명을 일으켜 왕들을 죽이고 왕위에 오른 것으로 잘 알려져 있다. 예후는 "그는 여호와"라는 뜻이다. 유다 왕이 아닌 여호사밧의 아들로, 아합 왕조의 대를 끊고 예후 왕조의 시조가 되었다.

## 혁명
예후는 님시의 손자이자 여호사밧(동명이인)의 아들로 요람 때 군대 사령관으로 있었다. 당시 아람군과 전쟁 중이라 길르앗 라못에 주둔하고 있었는데 이스라엘의 요람과 함께 전쟁을 치르던 유다의 아하지야 왕이 이스르엘 성으로 간 사이 선지자 엘리사가 한 사람을 시켜 예후의 머리에 기름을 부어 새 왕으로 세우게 하였다.
예후는 곧바로 군사를 일으켜 이스르엘 성으로 진군했고 활을 쏘아 요람 왕과 아하지야 왕을 살해했다. 요람을 죽이고나서 예후는 비드칼에게 요람의 시체를 나봇의 포도밭에 던지라고 말한다.
이뿐만 아니라 전 왕 아합의 왕비 이세벨과 아합의 아들들 70명과 그의 집안을 겐 족속의 여호나답과 손을 잡고 모조리 몰살시키고 아하지야 왕의 형제들 42명도 죽였다.
또한 예후는 계책을 써서 이스라엘의 모든 바알 숭배자들까지 처형하여 이스라엘에는 단 한명의 바알 숭배자도 남아 있지 않게 되었다.
바알 숭배자들을 처형하는 과정에 대해서는 예후는 꾀를 썼다. 예후는 여호나답과 함께 바알숭배자 전부와 바알을 섬기는 제사장들을 단 한사람도 빠짐 없이 불러 모아 번제를 드리게 하였다. 그들은 바알신당에 가득 들어가게 하고는 그곳에서 번제가 시작하자 마자 신당 바깥에 80명을 배치해놓고 그들에게 한사람이라도 빠져나가게 하는 사람은 죽을 줄 알으라 단단히 일렀다. 그리고 번제를 바치는 순서가 끝나자 예후는 파수꾼들과 장교들에게 들어와서 바알숭배자들을 죽이고 한사람도 도망 못가게 하라고 명령했다. 그러자 그들이 들어와 바알숭배자 및 제사장들을 다 칼로 쳐 죽이고 바알 신당에 세웠던 돌기둥 즉 바알을 상징하는 것과 아세라 여신을 상징하는 나무기둥을 끌어내어 부수어 버린다. 그뿐 아니라 그 신당을 헐어서 열왕기상하를 기록한 그 시대까지도 변소로 사용하게 되었다.

## 아람의 침입
열왕기하에 따르면, 예후의 말년에 하나님이 아람의 왕 하사엘에게 힘을 주어 온 이스라엘 영토를 공격하게 하여 요르단강 동쪽과 갓 지파, 르우벤 지파, 므낫세 지파가 사는 길앗의 모든 땅, 곧 아르논 강 곁의 아로엘에서 길앗과 바산에 이르는 광대한 지역을 공격당하였다고 한다.
신학자 버나드 W. 앤더슨은 이 당시 아람의 침입이, 예후의 외교정책에 문제가 있었기 때문이라고 보았다. 이러한 외교정책의 문제는 혁명 과정에서 예후가 많은 사람들을 죽이면서 생겨났는데, 그가 아하지야를 죽이면서 남유다 왕국과의 관계가 악화되었고 페니키아 사람이거나 페니키아에 가까웠던 바알 숭배자들을 모두 죽임으로써 페니키아와의 관계도 단절되었다. 예후의 혁명으로 오므리와 아합 때 가장 중요하게 여겼던 외교관계가 단절되자, 아람 왕이 요단강 동부 지역을 공격했던 것이다.
상황이 어려워지자 예후는 B.C. 841년에 당시 강대국이었던 앗시리아의 왕 샬마네세르 3세에게 조공을 바쳤다. 샬마네세르 3세는 카르프（님로드）에 군사령부와 무기고를 포함한 요새를 건설하였고, 이것은 현재 샬마네세르 요새라 불리고 있다. 이 요새에 있는 옥좌에는 이스라엘 왕 예후가 샬마네세르 3세에 평복하고 공물을 헌상하는 모습 등이 새겨져 있다.
샬마네세르 3세에게 조공을 바쳐 시리아의 침공으루부터 벗어난 후 예후왕은 남유다를 속국으로 삼는 기반을 만듦과 동시에 예후왕조의 가장 위대한 왕인
여로보암2세의 찬란한 미래를 위한 기반을 다졌다.

## 열왕기하의 평가
유대교와 기독교의 경전인 구약 성경 열왕기하에서는, 예후가 이렇게 하나님의 명령에 따라 이스라엘을 바로 잡고 옳은 일을 하였지만 옛 여로보암 1세가 행했던 베텔과 단의 금송아지 숭배에서는 돌아서지 않았고 하나님의 율법에 따라 걷는 일도 충실히 하지 않아 문제가 되었다고 보았다.
그럼에도 열왕기하에 따르면 하나님이 예후가 바알 숭배를 찬양하던 아합의 가문을 멸망시켰다는 것을 인정하여 예후의 후손은 4대에 걸쳐 이스라엘 왕위를 이어갈 수 있게 하였다고 기록한다.

## 고고학적 근거

### 검은 오벨리스크

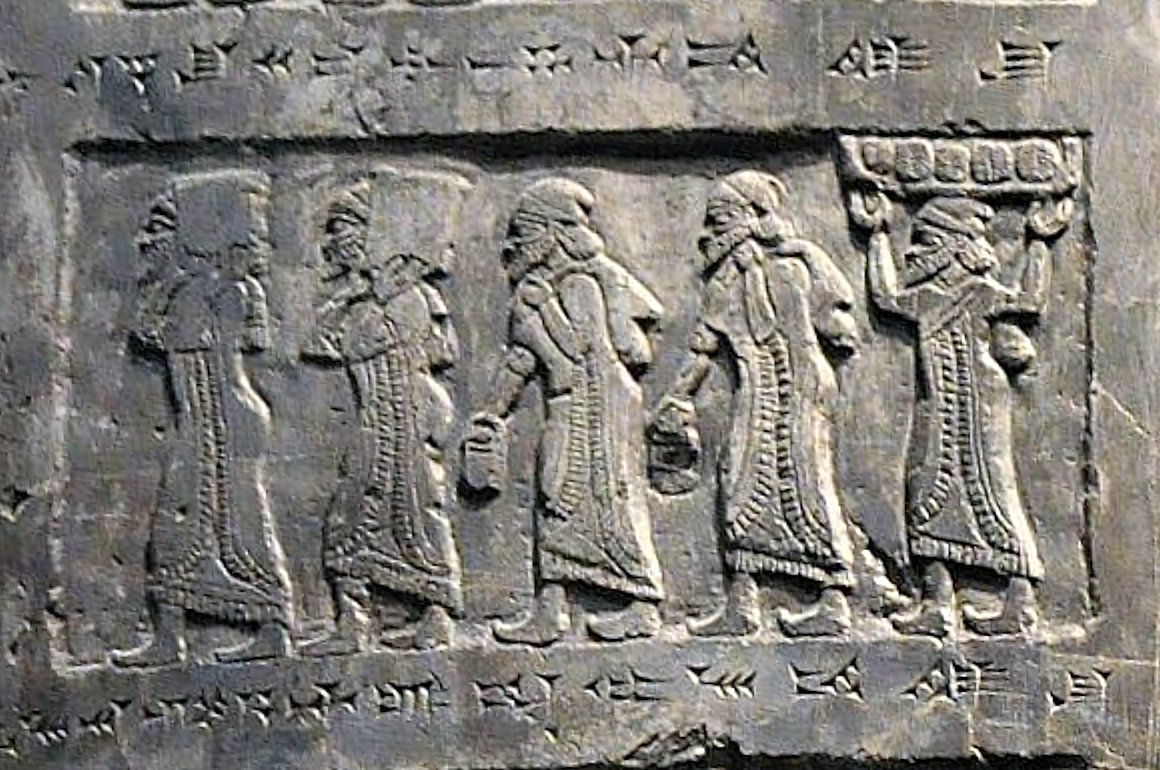
예후의 공물을 들고 가는 행렬. 검은 오벨리스크. 기원전 841-840년.

예후는 성경 뿐 아니라 아시리아의 기록에서도 나타난다. 1846년 님루드에서 발굴된 검은 오벨리스크에는 "예후의 공물 ... 많은 은"이라는 기록과 함께 샬마네세르 3세의 발 앞에 엎드려 입을 맞추는 모습으로 묘사된다. "오므리의 아들"이라고 적혀있는데 오므리 왕가의 인물임을 나타내기 위해 이렇게 적은 것으로 이해된다. 또한 페니키아 및 유다 왕국과 단교하고 아시리아의 속국으로 자청한 것으로 기록되어 있다. 이 오벨리스크가 기원전 841년의 것으로 추정되는 만큼 지금까지 발견된 이스라엘에 대한 성경 외 고고학적 자료 중 가장 이른 시기의 것이다.

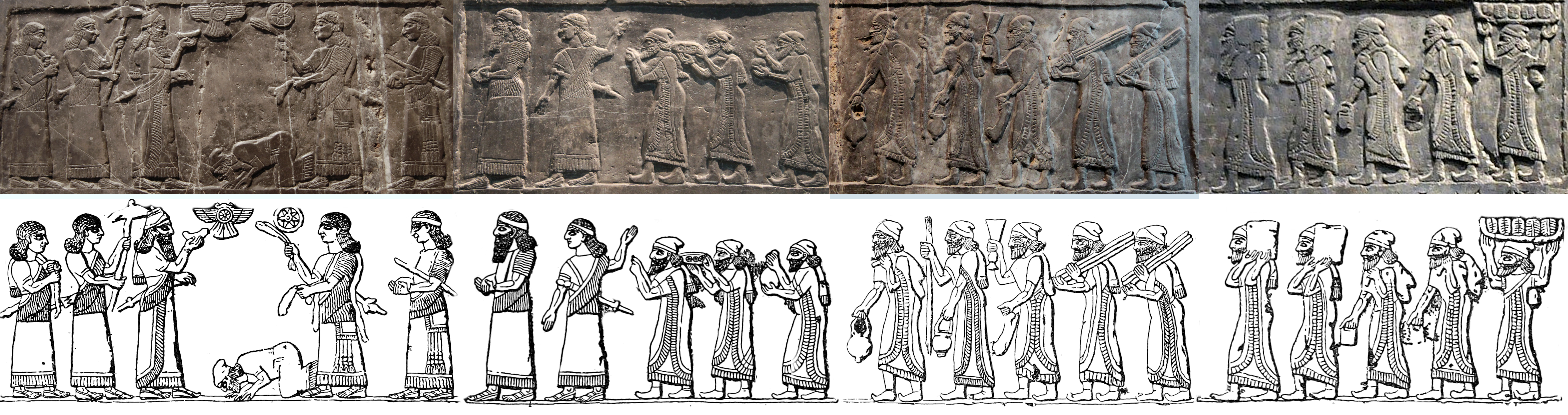
샬마네제르 3세 앞에 나아온 예후의 행렬. 앞에서 엎드려 바닥에 입 맞추는 인물이 예후.

### 텔 단 비문
1993년에 발견된 텔 단 비문의 저자는 유다 왕 아하지야가 이스라엘 왕 요람을 방문했을 때 습격해 둘을 살해했다고 기록하는데, 학계에서는 이 비문의 저자를 예후가 아니라 아람 왕 하사엘로 본다.